# Positivo Informática
Positivo Informática S.A. (BM&F Bovespa: POSI3) ist ein brasilianischer Computerhersteller mit Sitz in Curitiba im Bundesstaat Paraná. Das Unternehmen ist an der Börse von São Paulo notiert und Teil der größeren Unternehmensgruppe Grupo Positivo. Positivo Informática ist Marktführer in Brasilien und nach eigenen Angaben der größte Computerhersteller in Südamerika. Auf den dortigen Märkten kann sich das Unternehmen erfolgreich gegen Großkonzerne wie Dell oder HP durchsetzen.
Die Produktpalette umfasst PCs, Notebooks, Netbooks, Computermonitore und andere technische Geräte. Das Unternehmen ist auch außerhalb Brasiliens aktiv, so expandierte Positivo im Rahmen eines Joint-Ventures Ende 2010 nach Argentinien und Uruguay.